# کشتار می لای
کشتار مای لای (به انگلیسی: Mỹ Lai massacre) قتل عام مای لای یکی از وحشتناک ترین حوادث خشونت آمیز در طول جنگ ویتنام بود. گروهی از سربازان آمریکایی در 16 مارس 1968 اکثر مردم - زنان، کودکان و پیرمردان - را در روستای مای لای به طرز وحشیانه‌ای کشتند. بیش از 500 نفر از جمله دختران و زنان جوان سلاخی شدند. قبل از کشته شدن مورد تجاوز قرار گرفته و مثله شدند .افسران ارتش ایالات متحده به مدت یک سال قبل از انتشار این قتل عام در مطبوعات آمریکایی، سرپوش گذاشتند و طوفانی از خشم بین المللی را برانگیخت. انتشار خبر کشتار می لای، بیش از یک سال بعد، نقطه عطفی در روند جنگ ویتنام ایجاد و به وجهه ارتش آمریکا ضربه‌ای جبران‌نشدنی وارد کرد.

## شرح حادثه

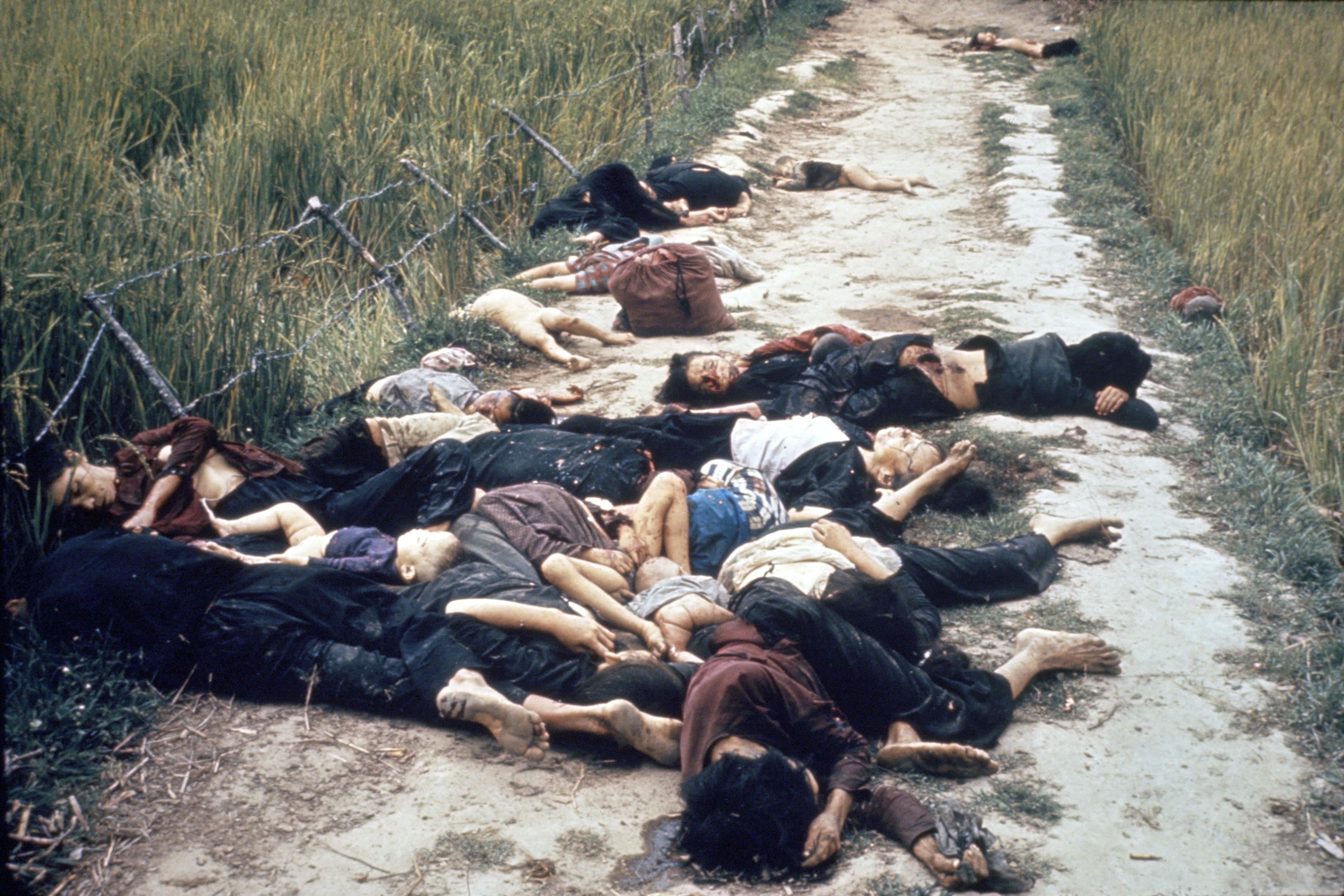
کشتار می لای

مای لای، زیرمجموعه ای از دهکده سون مای، در استان کوانگ نگای، تقریباً در 7 مایلی (11 کیلومتری) شمال شرقی شهر کوانگ نگای قرار داشت. این منطقه توسط سربازان آمریکایی به دلیل رنگ قرمزی که برای نشان دادن منطقه پرجمعیت My Lai در نقشه‌های نظامی استفاده می‌شد، "Pinkville" نامیده شد. کمی قبل از ساعت 7:30 صبح روز 16 مارس 1968، روستا توسط توپخانه ایالات متحده گلوله باران شد. تا ساعت 7:50 صبح، سربازان با وجود این که با هیچ مقاومتی رو به رو نشدند اما  بی‌رویه کشتند. در یک ساعت بعد، گروه‌هایی از زنان، کودکان و مردان مسن جمع‌آوری شدند و از فاصله نزدیک تیراندازی شدند. سربازان آمریکایی نیز مرتکب تجاوزهای متعدد شدند. در ساعت 9:00 صبح کالی دستور اعدام 150 غیرنظامی ویتنامی را صادر کرد که در یک گودال آبیاری رها شده بودند. گروهبان ران هابرل، عکاس ارتش ایالات متحده، وقایع آن روز را مستند کرد و همچنین با دوربین شخصی اش عکس هایی گرفت که به ارتش تحویل نداد، بعداً در مجله Cleveland Plain Dealer و Life منتشر شد.عکس هایی از اجساد زنان، کودکان و نوزادان مرده و گروهی از زنان و کودکان وحشت زده که لحظاتی قبل از شلیک گلوله را به تصویر می کشد.

#### قربانیان
بین 347 تا 504 بزرگسال و کودک ویتنامی غیرمسلح کشته شدند . اکثر قربانیان غیرنظامیان زن و کودک بودند. قبل از قتل، برخی از قربانیان مورد تجاوز، شکنجه و قطع اندام نیز قرار گرفته بودند. برخی از اجساد نیز در جریان کشتار توسط سربازان قطعه‌قطعه شده بودند. کشتار در دهکده‌های می لای و می خه و سون می در جریان جنگ ویتنام رخ داد.

## ماجرای دختر پیراهن مشکی
این تصویر در سال ۱۹۶۹ در مجله «لایف» منتشر شد. مجله لایف در توضیح این تصویر، می‌نویسد: این روستائیان «لحظاتی پیش از کشته شدن به دست نیروهای آمریکایی در می لای با ترس و وحشت، دور هم جمع شده‌اند.»
این تصویر، در حقیقت این زنان و کودکان را طی چند لحظه‌ای نشان می‌دهد که میان تجاوز جنسی و کشته شدن سپری کرده‌اند. رونالد هابرل توضیح می‌دهد که گروهی از سربازان آمریکایی می‌خواستند ببینند این دختر (دختر پیراهن مشکی سمت راست) «چند مَرده حلاج است» و به همین دلیل «شروع به برهنه کردن او کردند و پیراهنش را درآوردند.
جِی رابرتز (خبرنگار نظامی‌ای که آن روز با رونالد هابرل همراه بود) فاش می‌کند که آن زنِ پیرتر، از آن‌جایی چنان مضطرب است که [پیش از گرفتن عکس] تلاش کرده تا دختر نوجوان را از تجاوز سربازها نجات دهد. رابرتز عنوان می‌کند که زن پیرتر (که او تصور می‌کرد مادر دختر نوجوان بوده)، [پیش از گرفتن عکس] با «گاز گرفتن و لگد زدن و چنگ انداختن و دست و پا زدن» تقلا کرده تا گروه سربازها را متوقف نماید.]]

## پس از رویداد
پس از وقوع حادثه، سعی شد که حادثه مخفی گردد، ولی سرانجام شایعات پخش‌شده باعث گشت که یک سال بعد ماجرا توسط رسانه‌ها نقل گردد. پس از افشای کشتار، دادگاه‌های نظامی برای محاکمه سربازان مقصر در کشتار برگزار شد که بیش از ۱۰ ماه طول کشیدند.کشتار مای لای بیشتر احساسات ضد جنگ را در مورد جنگ ویتنام افزایش داد. همچنین کنوانسیون 1949 ژنو را نقض کرد. امروزه نیز به عنوان یک جنایت جنگی مهم در تاریخ جهان تلقی می شود.

### حکم دادگاه‌ها
تمام کسانی که در این ماجرا متهم شده‌بودند، به این استدلال که به آنان دستور انجام آن کارها داده شده بود (یا حتی صادقانه می‌پنداشتند که به آنان این اعمال دستور داده شده بود) تبرئه شدند؛ بجز ستوان کالی فرمانده دسته که به جرم دستور قتل محکوم به حبس ابد با اعمال شاقه شد. این حکم، رویه‌ای که متفقین جنگ جهانی دوم در دادگاه نورنبرگ و دادگاه توکیو ایجاد کردند را نقض می‌کرد. در آن دادگاه‌ها، استدلال شده بود که متهمین جنایت جنگی نمی‌توانند از عذر «مأمور و معذور» استفاده کنند و چندین ژنرال ژاپنی و آلمانی با همین استدلال اعدام شدند. دادگاه‌های می لای، توسط کسانی که در این ماجرا سعی در اجرای عدالت داشند، متهم به سرپوش گذاردن بر کل ماجرا شدند.
دو روز پس از این حکم، به دستور شخصی ریچارد نیکسون، کالی تا زمان رای دادگاه تجدید نظر از زندان آزاد شد. کالی حدود سه سال را در زندان نظامی در جورجیا گذراند که در طول این مدت، اجازه دیدار غیرمحدود با دوست دخترش را نیز داشت. پس از سه سال وی بخشیده شد.

## نگارخانه

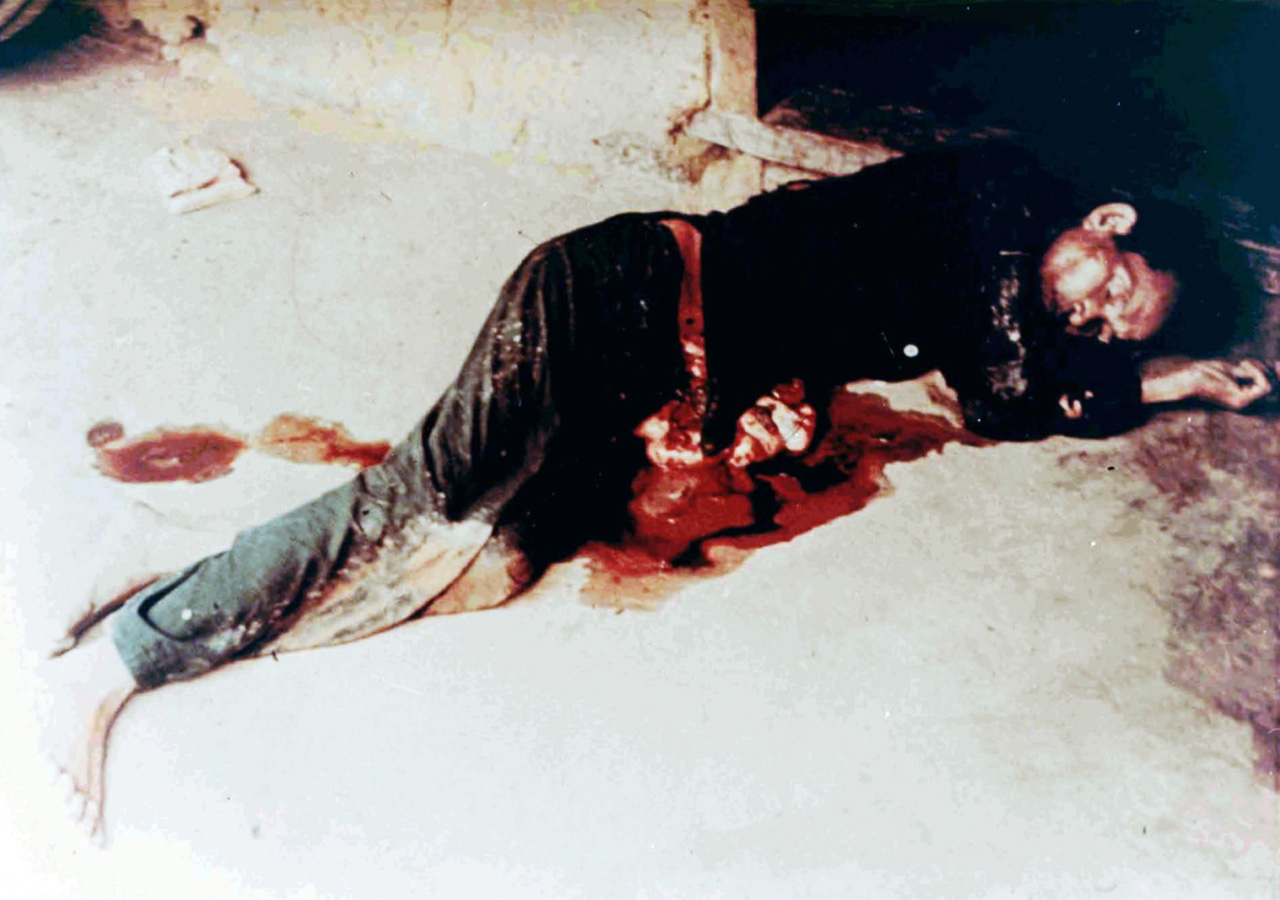
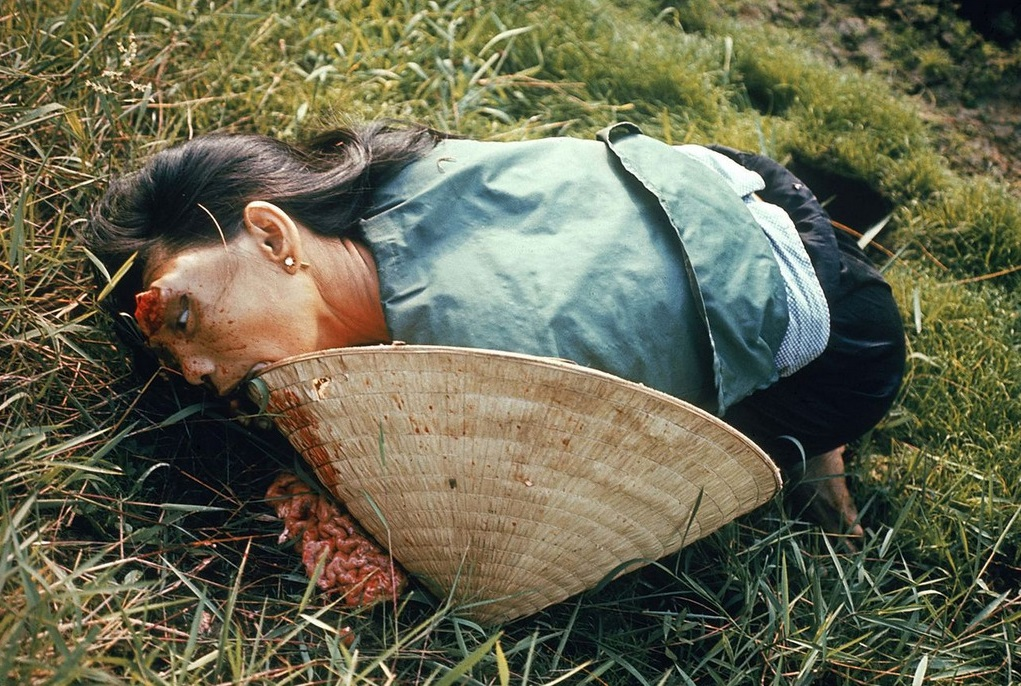
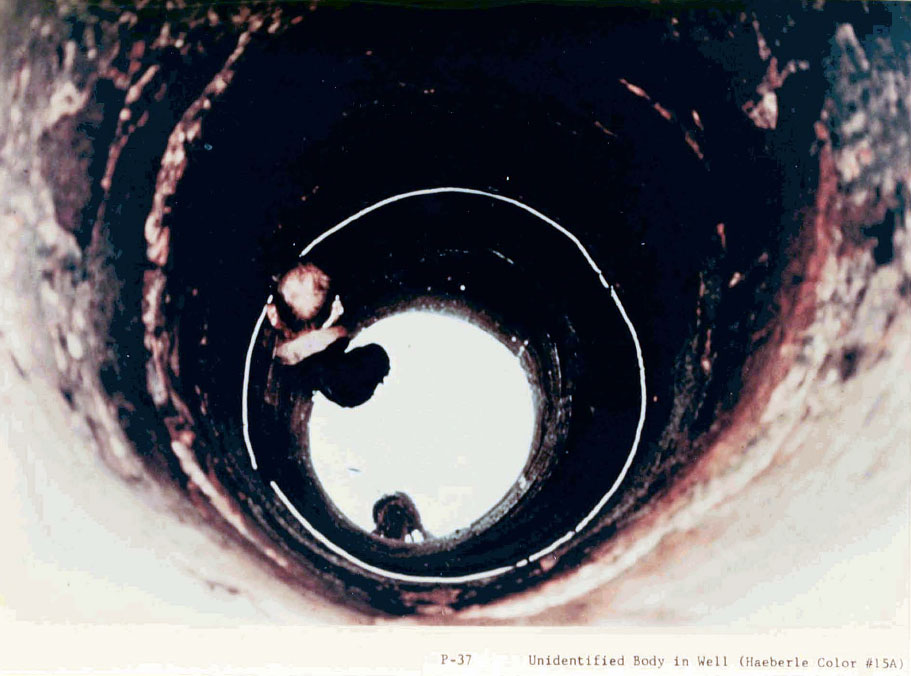
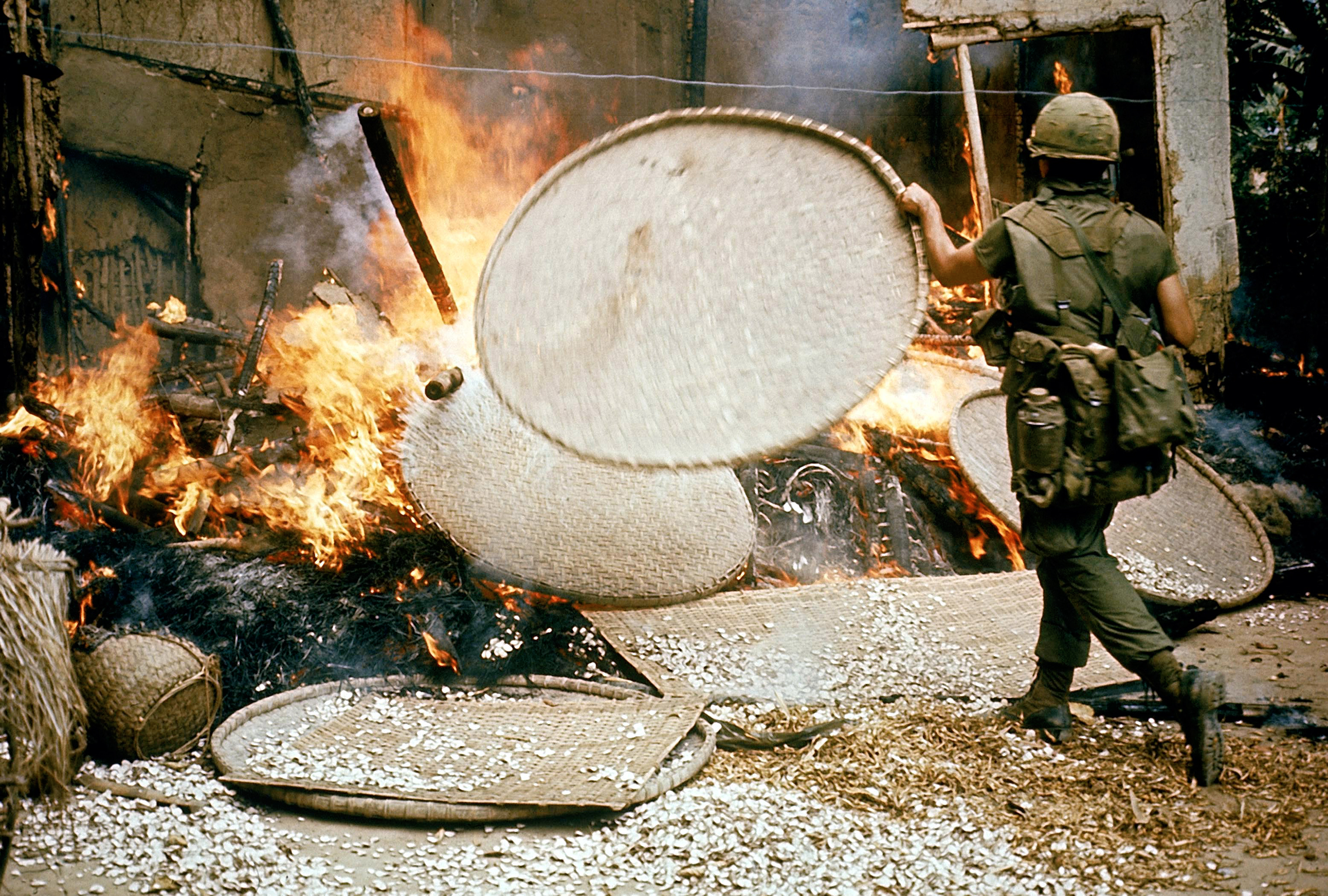
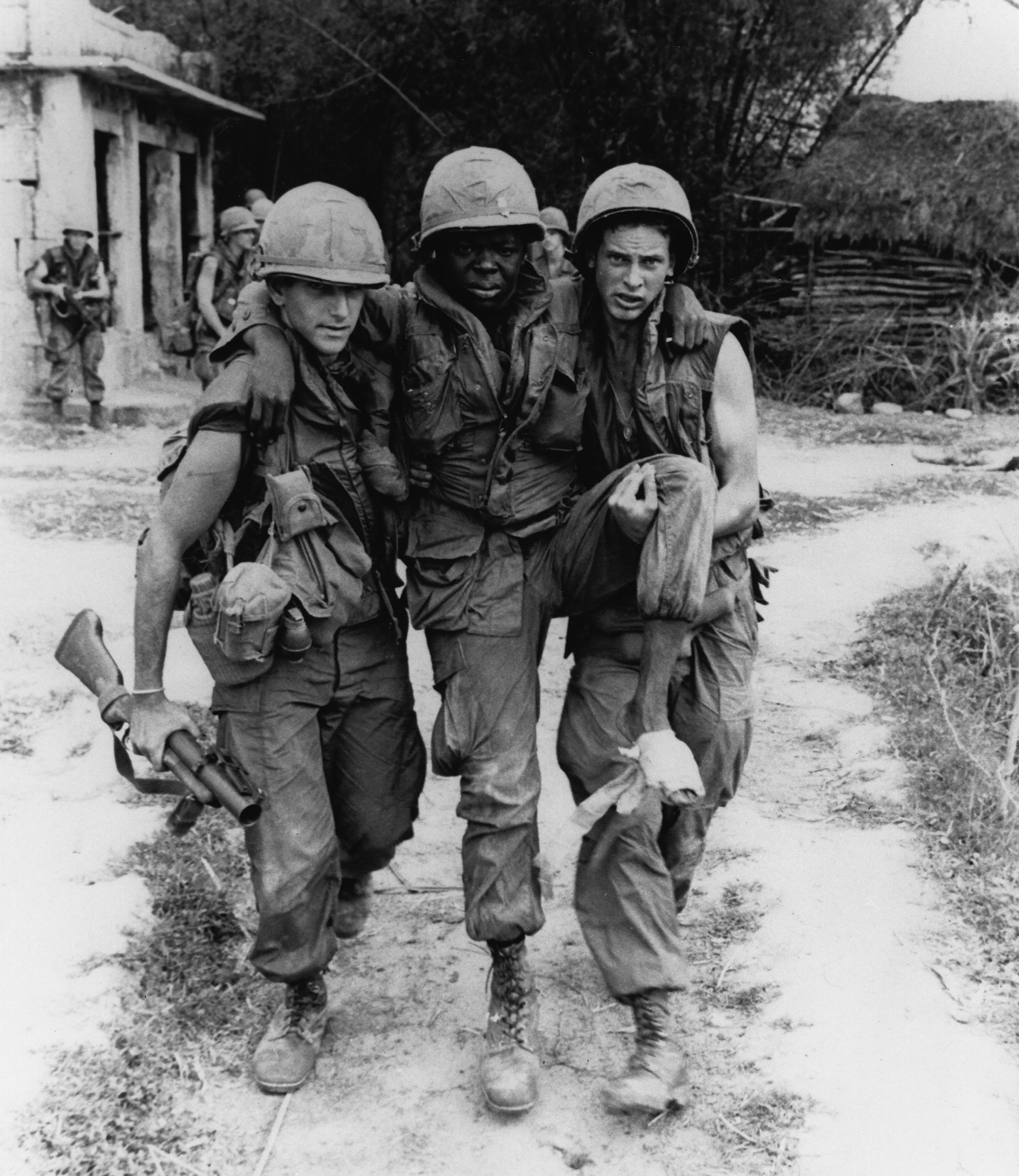
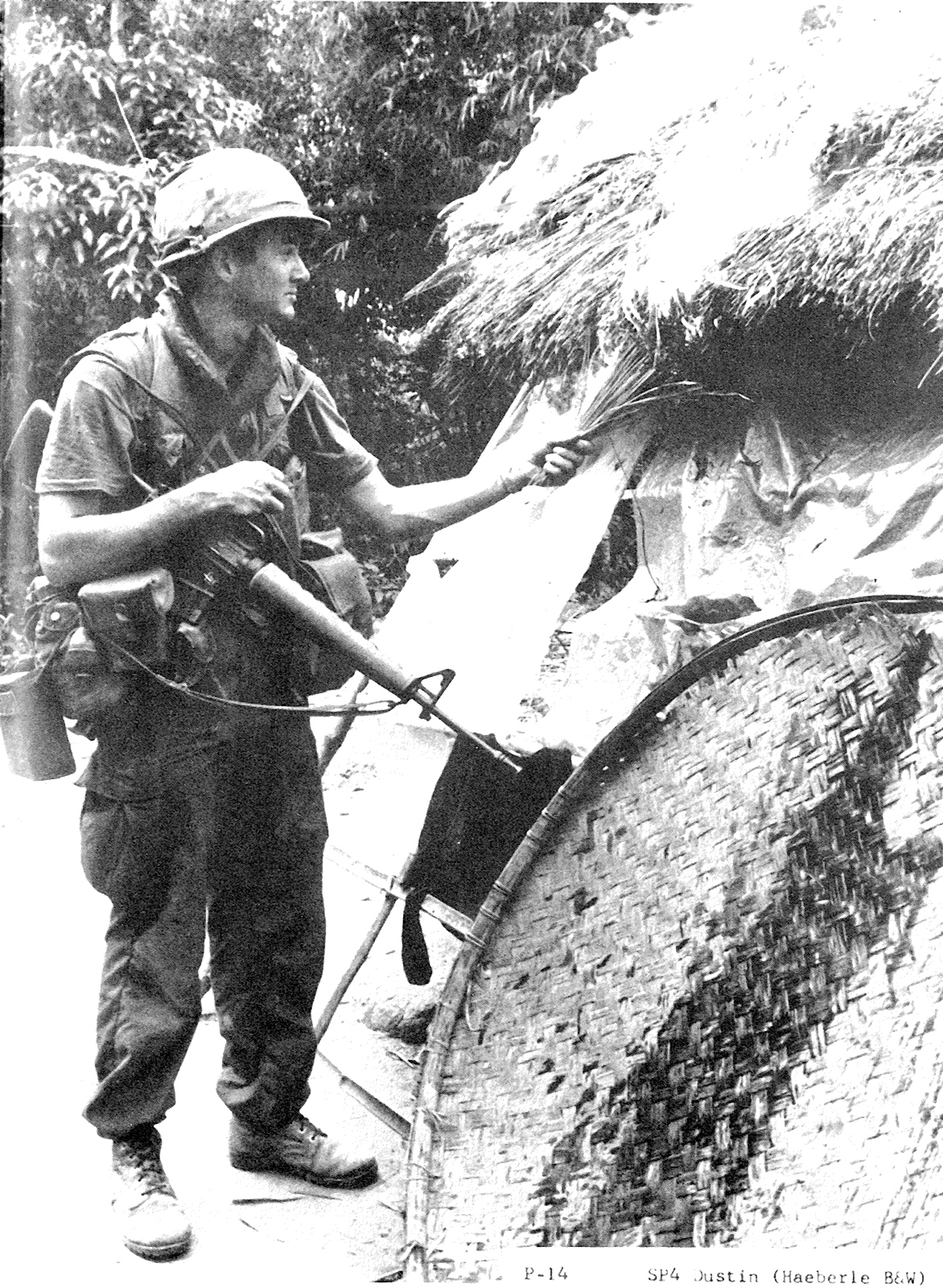
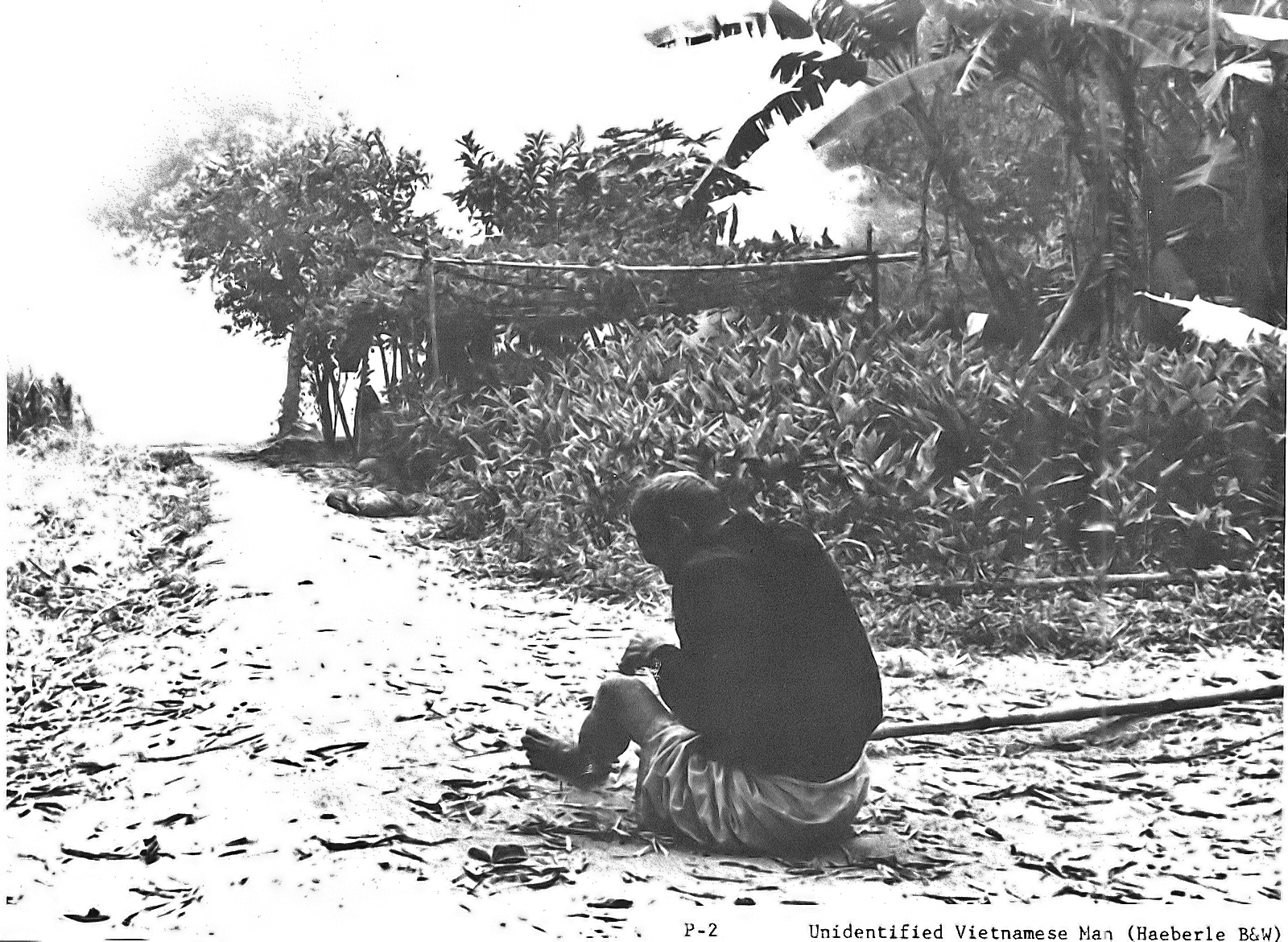
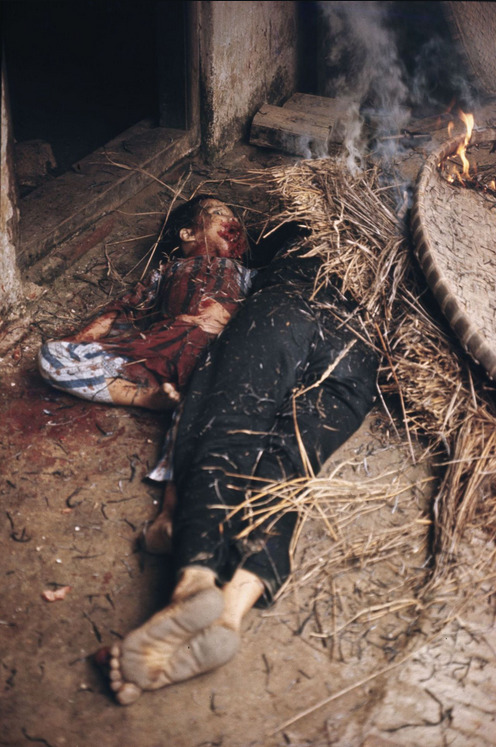